# Trypanosomatida
Ordre
Les Trypanosomatida sont un ordre de protozoaires de la classe des Kinetoplastea.

## Liste des familles
Selon l'AlgaeBase (16 septembre 2023) :
- Herpetomonadidae A.G.Alexeieff, 1911
- Trypanosomatidae Doflein, 1901

## Systématique
Le nom valide complet (avec auteur) de ce taxon est Trypanosomatida (Kent, 1880) Hollande, 1952,.

## Publication originale
- (en) W. Saville-Kent, A manual of the infusoria, including a description of all known flagellate, ciliate, and tentaculiferous protozoa, British and foreign and an account of the organization and affinities of the sponges, vol. I, Londres, David Bogue, 1880-1881 (lire en ligne ).